# Awn-ad-Din ibn Hubayra
Abu-l-Mudhàffar Awn-ad-Din Yahya ibn Hubayra ibn Muhàmmad aix-Xaybaní ad-Durí al-Baghdadí al-Hanbalí —àrab: أبو المظفر عون الدين يحيى بن محمد بن هبيرة الشيباني نسباً ثم الدوري البغدادي الحنبلي, Abū l-Muẓaffar ʿAwn ad-Dīn Yaḥyà b. Muḥammad b. Hubayra ax-Xaybānī ad-Dūrī al-Baḡdādī al-Ḥanbalī—, més conegut simplement com a Awn-ad-Din ibn Hubayra o Ibn Hubayra (Dur, gener de 1106 - Bagdad, 27 de març de 1165) fou visir abbàssida durant setze anys seguits, del 1149 al 1165, sota els califes al-Muktafí (1136-1160) i al-Mústanjid (1160-1170).
Va estudiar de jove a Bagdad i va ser predicador per compte de l'asceta Abu-Yahya Muhàmmad ibn Yahya az-Zabidí. Sota al-Muktafí va entrar al servei del govern i va ascendir dins l'escalafó fins a esdevenir wazir o visir el 1149. Va liquidar la influència dels darrers seljúcides i va fer possible la conquesta d'Egipte pel zengita Nur-ad-Din, que va donar pas als aiúbides.
Va ser enverinat pel seu propi metge, al servei dels seus enemics.
Va deixar escrit algun llibre de caràcter religiós i un de gramàtica, un resum d'Islah al-Mànfiq d'Ibn as-Sikkit, un de dret i alguns altres.